# Teatro Girolamo Magnani
Il teatro Girolamo Magnani è il teatro d'opera di Fidenza, in provincia di Parma; in stile neoclassico, sorge in piazza Giuseppe Verdi 1.

## Storia
Il teatro fu innalzato sul luogo di un'antica chiesa dedicata a san Francesco, annessa al convento dei Francescani chiuso in ottemperanza ai decreti napoleonici degli inizi del XIX secolo e abbattuto intorno al 1860. La società che ne promosse la costruzione, costituita da 39 persone, incaricò del progetto l'architetto Nicolò Bettoli, che diede avvio al cantiere nel 1813, in seguito alla demolizione del luogo di culto; i lavori furono tuttavia sospesi pochi anni dopo per carenza di fondi.
Nel 1831 la società promotrice propose al Comune di Fidenza l'acquisto del teatro, ma trovò l'opposizione della duchessa Maria Luigia, che considerava l'opera troppo gravosa per le casse pubbliche; nel 1835 un violento nubifragio distrusse il tetto in costruzione, danneggiando profondamente il palcoscenico e le strutture portanti non ancora terminate.
Nel 1848 il Comune acquistò l'area, ormai occupata dalle rovine del costruendo teatro, e nel 1854 incaricò della direzione dei lavori l'ingegner Antonio Armarotti, che riavviò il cantiere apportando varie modifiche al progetto originario del Bettoli, giudicato troppo oneroso; l'inaspettato crollo della vicina chiesa di San Giovanni consentì di risparmiare sui materiali di costruzione, velocizzando notevolmente i lavori.
Il fidentino Girolamo Magnani, coadiuvato da Giuseppe Giacopelli e Francesco Spada, intervenne per le decorazioni degli interni e il teatro fu completato nel 1861; la solenne inaugurazione si tenne il 26 ottobre di quell'anno, con la rappresentazione dell'opera lirica Il trovatore, di Giuseppe Verdi, con scenografie del Magnani stesso.
Nel 1889 il Comune decise di intitolare il teatro allo scenografo Girolamo Magnani, scomparso nel settembre di quell'anno.
Nel 1910 fu realizzato l'impianto elettrico d'illuminazione, mentre tra il 1932 e il 1933 furono restaurati gli interni, prestando particolare attenzione alle decorazioni della sala. Nel 1953 fu ricostruito in calcestruzzo armato il palcoscenico, che mostrava dei cedimenti, mentre nel 1964 fu realizzato l'impianto di riscaldamento.
Tra il 1985 e il 1988 il teatro fu chiuso per gli indispensabili lavori di adeguamento alle normative di sicurezza. Nel 2004 furono restaurati gli affreschi che ricoprono la cupola della sala e nel 2008 quelli del foyer, mentre nel 2009 fu completato il ripristino della facciata e del tetto.

## Descrizione

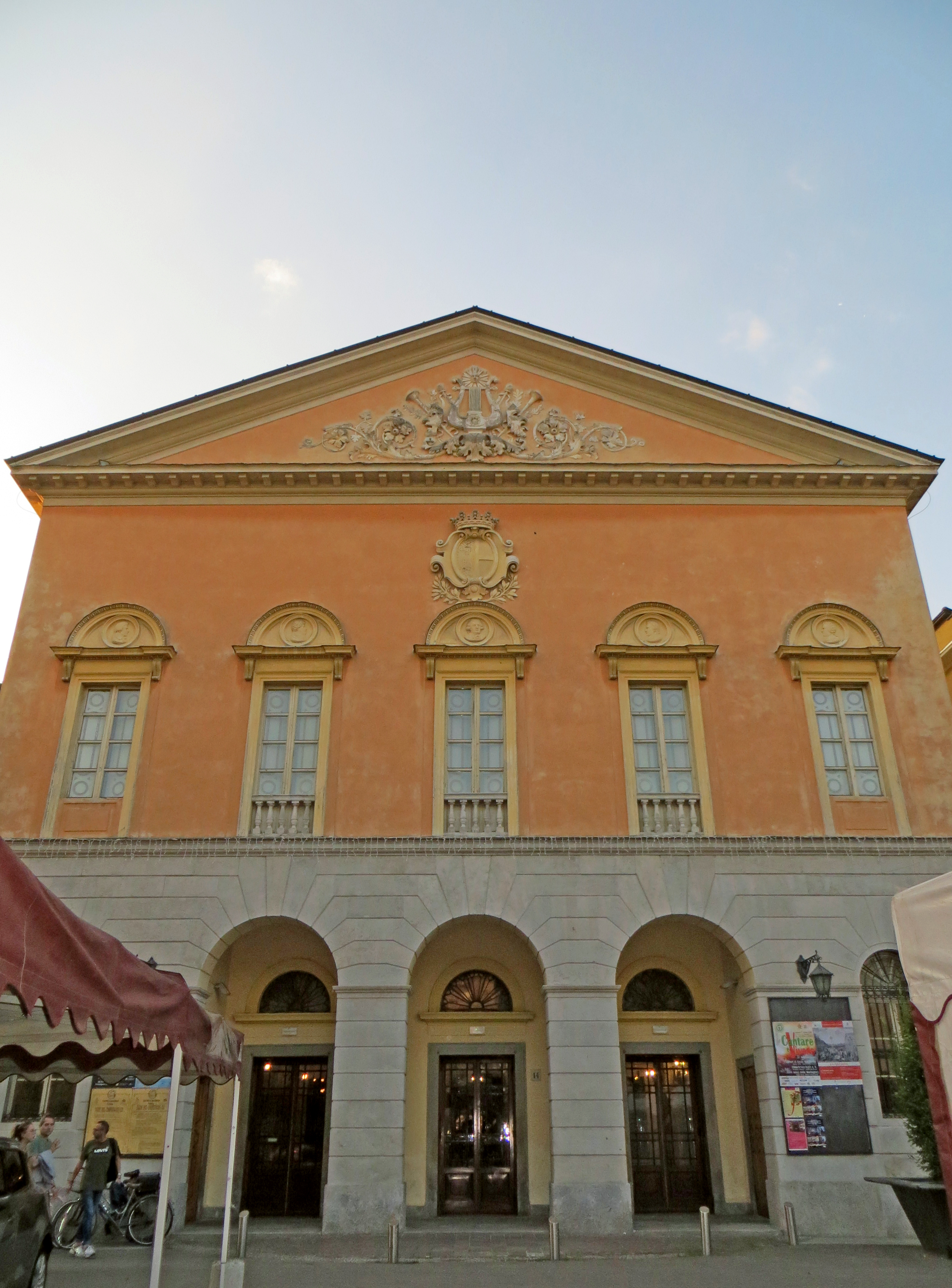
Facciata

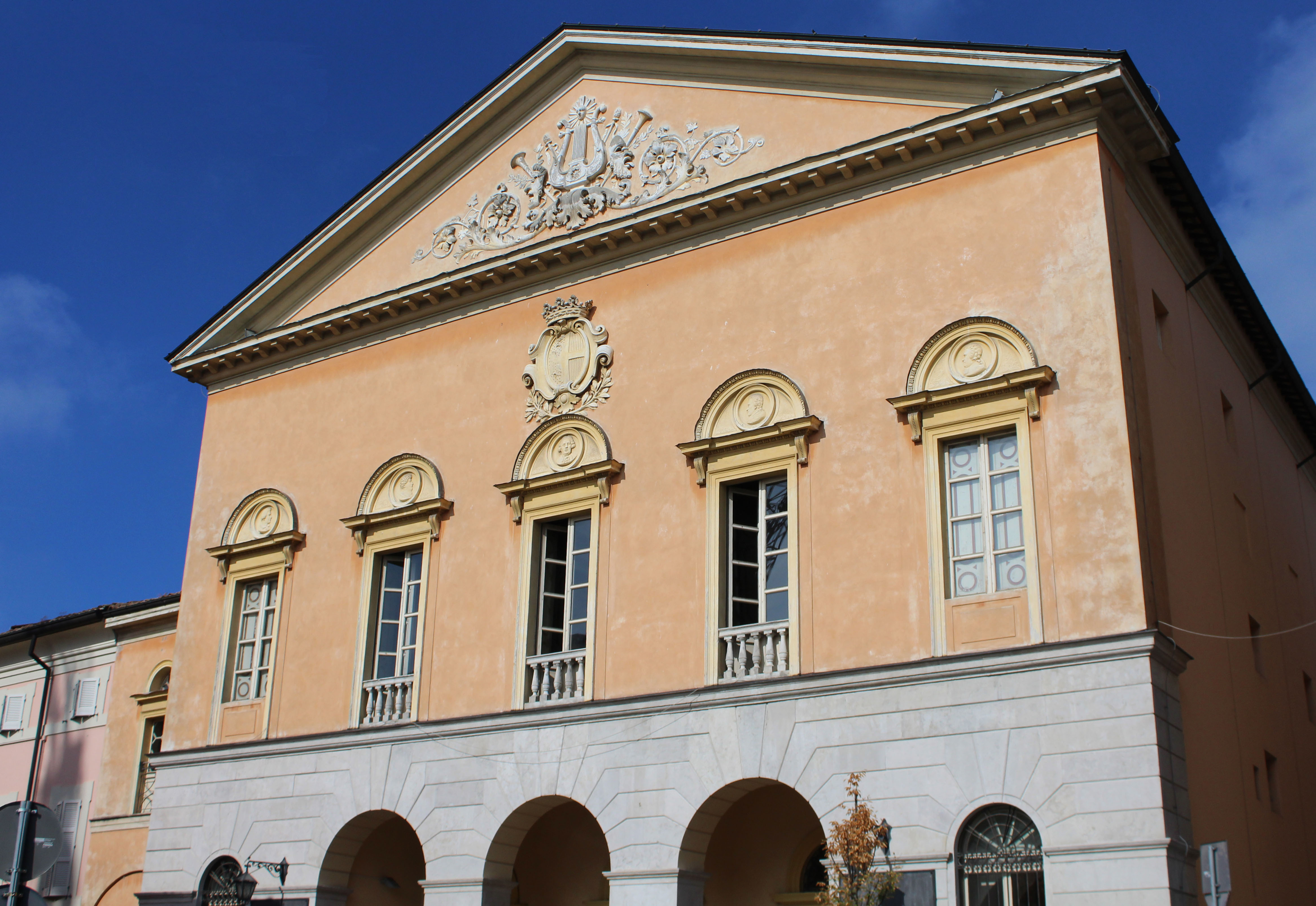
Particolare della facciata

L'edificio si sviluppa su una pianta rettangolare, con facciata prospettante la centrale piazza Verdi, situata alle spalle del Palazzo Comunale.
La simmetrica fronte d'ingresso, molto somigliante a quella del Teatro Regio di Parma, progettato anch'esso dall'architetto Nicolò Bettoli nel 1821, è caratterizzata dal porticato centrale a tre arcate a tutto sesto, affiancato da due aperture ad arco; al primo piano sono collocate sopra alla cornice marcapiano cinque alte finestre, di cui le tre centrali dotate di balaustra, tutte inquadrate da cornici a sostegno dei timpani circolari di coronamento; all'interno di questi ultimi sono posizionati dei medaglioni decorati con le effigi in bassorilievo di famosi musicisti italiani; al di sopra dell'apertura centrale è inoltre posto un grande stemma in rilievo del Comune di Fidenza. In sommità si staglia un grande timpano triangolare decorato, che abbraccia l'intero prospetto; al suo interno è collocato un bassorilievo rappresentante una lira avvinghiata da tralci e fiori e coronata dalla raffigurazione del Sole.
L'atrio d'ingresso, che si apre sul portico attraverso tre portali d'ingresso coperti da finestre a lunetta, funge da foyer; l'ambiente è interamente decorato sulle pareti con stucchi dipinti in finto marmo e numerosi fregi e sculture in rilievo, mentre la volta è coperta da un grande affresco di Girolamo Magnani, raffigurante la Musica e la Poesia, rappresentate allegoricamente da due figure femminili.
Il ridotto è caratterizzato dalla presenza della tribuna balaustrata per l'orchestra, sostenuta da grandi mensole scolpite riccamente decorate e dorate. La volta in sommità è interamente ricoperta da affreschi realizzati da Girolamo Magnani, Francesco Spada e Giuseppe Giacopelli, raffiguranti, oltre la fascia perimetrale dipinta nei toni bianco e oro, ghirlande di fiori e amorini alternati a ovali rappresentanti Giochi di putti. Le pareti della sala, ornate con tappezzerie, sono arricchite da due grandi specchiere lignee dorate, mentre l'illuminazione è fornita da cinque lampadari in cristallo neoclassici.
Sulla platea a ferro di cavallo della sala degli spettacoli si innalzano tre piani di 18 palchi ciascuno, coronati dal loggione, a cui si aggiungono altri tre palchi sovrapposti su ogni lato del proscenio e il sontuoso palco reale collocato al di sopra dell'ingresso; le decorazioni dei vari livelli e del boccascena, interamente realizzate nelle tonalità del bianco e dell'oro, furono ideate e create da Girolamo Magnani; allo scenografo si deve anche il grande affresco che ricopre il centro della volta della sala, raffigurante su uno sfondo azzurro gruppi di putti che giocano sulle nuvole.
Il retro del teatro conserva ancora alcune macchine da scena ottocentesche, oltre a un fondale dipinto agli inizi del XX secolo dal pittore Dino Mora, restaurato nel 2014, e all'antica camera acustica, composta da 10 tavole interamente dipinte da Girolamo Magnani, ritrovate e recuperate nel 2011.